# Samantha en Michael ...
Samantha en Michael ... is een Nederlands televisieprogramma dat werd uitgezonden op RTL 5. Samantha en Michael ... is een overkoepelende naam waarvan meerdere series zijn gemaakt. In deze series werden Samantha de Jong, beter bekend als Barbie, en haar toenmalige man Michael van der Plas dagelijks door camera's gevolgd.
Naast Samantha en Michael zijn hun twee kinderen, Samantha haar ouders, zwager en schoonzus vaste gezichten van het programma. Net als Samantha haar toenmalige manager Jake keerden zij regelmatig terug in de verschillende series die volgden.

## Samantha en Michael willen rust in de tent! (2013)
Het eerste seizoen verscheen onder de naam Samantha en Michael willen rust in de tent! en werd uitgezonden van 26 augustus 2013 tot en met 14 oktober 2013. Dit seizoen bestond uit acht afleveringen. Samantha heeft een druk jaar achter de rug en besluit samen met haar familie op vakantie te gaan naar Spanje. Tijdens hun vakantie in Spanje worden ze vaak herkend door fans en besluiten ze na een paniekaanval van Samantha hun vakantie voort te zetten in Nederland.

## Samantha en Michael doe effe paranormaal! (2014)
Het tweede seizoen verscheen onder de naam Samantha en Michael doe effe paranormaal! en werd uitgezonden van 29 april 2014 tot en met 17 juni 2014. Dit seizoen bestond uit acht afleveringen. Samantha en Michael zijn net samen verhuisd, maar als Samantha het gevoel heeft dat er iets paranormaals in huis is gaan ze dit onderzoeken. Ze gaan verschillende paranormale beurzen af en laten zelfs iemand hun huis op paranormale activiteiten controleren. Als Samantha hier de bevestiging van krijgt besluiten de twee gelijk te gaan verhuizen.

## Samantha en Michael houden zich Thai (2014)
Het derde seizoen verscheen onder de naam Samantha en Michael houden zich Thai en werd uitgezonden van 2 september 2014 tot en met 21 oktober 2014. Dit seizoen bestond uit acht afleveringen. Na een druk jaar is het weer tijd voor een vakantie, dit keer met het bestemming Thailand. Samantha en Michael gaan samen met hun dochter, de rest van de familie en manager Jake naar het zonnige Thailand waar ze overdonderd worden door hun prachtige hotel en omgeving.

## Samantha en Michael nemen er nog eentje (2015)
Het vierde seizoen verscheen onder de naam Samantha en Michael nemen er nog eentje en werd uitgezonden van 2 juni 2015 tot en met 14 juli 2015. Dit seizoen bestond uit zeven afleveringen. Samantha en Michael verwachten samen hun tweede kindje. In de serie wordt de route naar de bevalling op de voet gevolgd. Met onder andere een babyshower, de nieuwe kinderkamer inrichten en de onthulling van het geslacht. Aan het einde van het programma beviel Samantha van een zoontje.

## Samantha en Michael enkeltje Torremolinos (2016)
Het vijfde seizoen verscheen onder de naam Samantha en Michael enkeltje Torremolinos en werd uitgezonden van 7 september 2016 tot en met 2 november 2016. Dit seizoen bestond uit negen afleveringen. Samantha en Michael besluiten een andere uitdaging aan te gaan: ze verhuizen naar het zonnige Torremolinos in Spanje om daar een eigen zaak te beginnen. Zo gaan ze in Spanje op zoek naar een nieuw huis en een zaak om hun eigen feestcafé in te starten. Na een zoektocht hebben ze een huis en een zaak gevonden en deze worden uiteraard aan de smaak van Samantha aangepast. Aan het einde van het seizoen komt Samantha tot de slotsom dat Spanje toch niet haar ding is en besluit samen met de kinderen terug te keren naar Nederland. Michael blijft in Spanje wonen en de nieuwe zaak runnen.

## Samantha en Michael scheiden ermee uit (2017)
Het zesde en tevens laatste seizoen verscheen onder de naam Samantha en Michael scheiden ermee uit en werd uitgezonden van 7 november 2017 tot en met 19 december 2017. Dit seizoen bestond uit zeven afleveringen. De relatie van Samantha en Michael is afgekoeld en komt tot een dieptepunt als ze besluiten te gaan scheiden. Dit wordt op de voet gevolgd. Ook maken de kijkers kennis met de toenmalige nieuwe liefde van Samantha, Rolf, met wie ze verschillende uitstapjes maakt. Aan het einde van het seizoen zijn Samantha en Michael gescheiden en is Michael teruggekeerd naar Spanje.